# Chester (Iowa)
Pour les articles homonymes, voir Chester.
Chester est une ville du comté de Howard, en Iowa, aux États-Unis. Elle est  fondée en 1858 et incorporée le 22 septembre 1900.

## Source de la traduction
- (en) Cet article est partiellement ou en totalité issu de l’article de Wikipédia en anglais intitulé « Chester, Iowa » (voir la liste des auteurs).